# موندراغون
بلدية موندراغون (بالإسبانية: Mondragón) هي بلدية تقع في مقاطعة غيبوثكوا التابعة لمنطقة إقليم الباسك شمال إسبانيا.

## الديموغرافيا
بلغ عدد سكان بلدية موندراغون 21.972 نسمة عام 2011 (وفقاً للمعهد الوطني للإحصاء الإسباني).
| 24.571 | 23.984 | 23.114 | 22.611 | 22.116 | 22.064 | 21.972 |

## أعلام
- إيمانول اتشيبيريا
- إيفان فيلاسكو
- مايكل غونزالز مارتنيز
- لويس لوبيز
- أنطونيو كانوباس ديل كاستيو
- أنطونيو كاباليرو